# Aiteta costiplaga
Aiteta costiplaga är en fjärilsart som beskrevs av George Francis Hampson 1905. Aiteta costiplaga ingår i släktet Aiteta och familjen trågspinnare. Inga underarter finns listade i Catalogue of Life.